# Rupert Dunin
Rupert Dunin herbu Łabędź – konsyliarz konfederacji generalnej koronnej w konfederacji targowickiej w 1792 roku, podstoli orłowski od 1765 roku, stolnik brzeziński w latach 1779–1781, chorąży brzeziński od 1784 w 1785 został chorążym młodszym łęczyckim, właściciel Rożniatowa.
Syn Piotra Celestyna, żonaty z Franciszką Wojczyńską miał synów: 
Ignacego, Onufrego i Wacława.
Członek konfederacji Adama Ponińskiego w 1773 roku. Jako poseł łęczycki na Sejm Rozbiorowy 1773–1775 był przedstawicielem opozycji. 15 kwietnia 1775 roku wraz z trzema posłami: Tomaszem Przyjemskim, Franciszkiem Jerzmanowskim i Stanisławem Kożuchowskim wniósł manifest w grodzie warszawskim o nieważności wszystkich postanowień sejmu od 1773 do 1775 roku. Był posłem na sejm 1780 roku z województwa łęczyckiego. Deputat województwa łęczyckiego na Trybunału Głównego Koronnego w Piotrkowie w 1782 roku.
Był konsyliarzem konfederacji targowickiej.